# Abbey Road (album)
Vous lisez un « bon article » labellisé en 2008.
Pour les articles homonymes, voir Abbey Road.
Albums de The Beatles
Yellow Submarine
(1969) Let It Be
(1970)
Albums nord-américains des Beatles
Magical Mystery Tour
(1967) Hey Jude
(1970)
Singles
1. Something/Come Together
Sortie : 31 octobre 1969

Abbey Road est le onzième album original publié par les Beatles, paru le 12 septembre 1969 en France, le 26 septembre 1969 au Royaume-Uni, et le 1er octobre aux États-Unis et au Canada. Bien que sa sortie précède celle de Let It Be, paru en mai 1970, c'est le dernier album enregistré par les « Fab Four ». Le 20 août 1969, les quatre Beatles sont réunis pour la toute dernière fois en studio et, le 20 septembre, au moment où le disque est sur le point de paraître, John Lennon met fin au groupe en lui annonçant son départ définitif. La séparation des Beatles n'est toutefois officialisée qu'en avril 1970.
Après les difficultés rencontrées lors du projet Get Back en janvier 1969, Paul McCartney, au nom de tout le groupe, contacte le producteur George Martin pour lui proposer d'enregistrer un album « comme avant ». Après quelques enregistrements effectués entre février et mai 1969, les quatre Beatles se réunissent une dernière fois aux studios EMI de Londres (qui seront renommés plus tard les studios Abbey Road), en juillet et août 1969, pour interpréter une collection de chansons dont la plupart avaient été composées, répétées et/ou enregistrées sous forme de démos à l'époque de l'album blanc et du projet Get Back, toutes retravaillées pour l'occasion.
Abbey Road se distingue avec un pot-pourri (medley) d'un quart d'heure, présentant huit chansons plus ou moins complètes qui s'enchaînent les unes après les autres, sur sa seconde face. L'album confirme également le talent d'auteur-compositeur du guitariste George Harrison, qui propose deux de ses plus fameuses compositions avec les Beatles, et popularise l'utilisation du synthétiseur (en l'occurrence un Moog) dans le rock. La pochette du disque reste une des plus célèbres de l'histoire de la musique, représentant les Beatles traversant un passage piéton au croisement de Grove End Road et Abbey Road à Londres, face aux studios où ils ont enregistré presque toutes leurs chansons depuis 1962.
Cité comme un album particulièrement bien produit et remarquablement construit, Abbey Road est un immense succès commercial et l'un des albums les plus vendus au monde avec 30 millions d'exemplaires écoulés.
Quarante ans, puis cinquante ans après sa sortie, la popularité d'Abbey Road ne se dément pas, puisque c'est cet album qui devance toutes les œuvres du groupe au sommet des hit-parades mondiaux à l'occasion de la réédition en version remasterisée de tout le catalogue des Beatles en septembre 2009. L'étonnant destin de cet album est également de retrouver la première place des charts au Royaume-Uni en octobre 2019, cinquante ans après avoir occupé cette place, à l'occasion de la réédition anniversaire de l'œuvre en version « deluxe », laquelle monte aussi au troisième rang du Billboard 200 pour une 329e semaine de présence dans ce classement.

## Genèse
En avril 1969, ne voulant pas rester sur les difficultés rencontrées lors des sessions du « projet Get Back », Paul McCartney contacte le producteur George Martin et lui propose de faire un disque « comme avant ». Martin répond qu'il est tout à fait prêt à le faire, « mais seulement si vous me laissez vous produire comme je l'ai toujours fait. John est-il d'accord ? », « oui, oui » répond McCartney,. L'ingénieur du son Geoff Emerick, qui avait laissé les Beatles en plan au milieu des sessions de l'album blanc l'année précédente, accepte lui aussi d'être de la partie. Un de ses assistants sera Alan Parsons, futur fondateur du Alan Parsons Project.
Les Beatles, qui disposent d'une collection conséquente de chansons encore inexploitées, se réunissent une dernière fois dans les studios EMI durant l'été 1969. Les quatre membres sont décidés à mettre de côté leurs dissensions, à tirer dans le même sens, afin de « finir sur une note haute ».

« Le truc avant les sessions d'Abbey Road, c'était qu'il fallait en quelque sorte que nous enlevions nos gants de boxe, que nous tentions de nous rassembler pour réaliser un album très spécial. D'une certaine manière, nous sentions que ce serait notre dernière œuvre, alors... montrons encore ce dont nous sommes capables, montrons-le à nous-mêmes, et essayons de prendre du bon temps en le faisant. »

— Paul McCartney

« Nous ne savions pas, ou je ne savais pas que nous allions enregistrer le dernier disque des Beatles, mais nous avions d'une certaine manière le sentiment que nous étions au bout du chemin. »

— George Harrison
La plupart des chansons sont répétées en janvier 1969 lors des sessions du projet Get Back. Des prises initiales sont réalisées en février (I Want You, aux studios Trident), en avril (Oh! Darling et Octopus's Garden) et en mai (You Never Give Me Your Money, aux studios Olympic). Something est travaillé sur toute cette période. Dans ce premier temps, les Beatles ont l'intention de compléter l'album censé s'appeler Get Back (et qui deviendra à sa publication, un an plus tard, Let it Be) et c'est dans cet esprit que ces titres sont enregistrés. Mais c'est finalement à l'été, entre le 1er juillet et le 25 août 1969, au studio Abbey Road que l'album est enregistré et mixé dans son ensemble.
Les relations entre John Lennon et Paul McCartney n'ont plus grand-chose à voir avec celles des débuts et George Harrison supporte de plus en plus difficilement d'être relégué au second plan. C'est pourtant sur ce disque qu'il signe deux de ses plus célèbres compositions, Here Comes the Sun, et surtout Something, son seul no 1, et sa seule face A de single, avec les Beatles.
Si l'ambiance générale est pesante, l'album n'en sera pas moins l'un de leurs meilleurs (George Martin évoquera même un Sgt. Pepper volume 2), car tous sont décidés à œuvrer ensemble, pressentant effectivement qu'il s'agira réellement là de leur dernière œuvre commune. Cependant, John Lennon rate le début des sessions, le temps d'être soigné après un accident de voiture en Écosse.

## Enregistrement

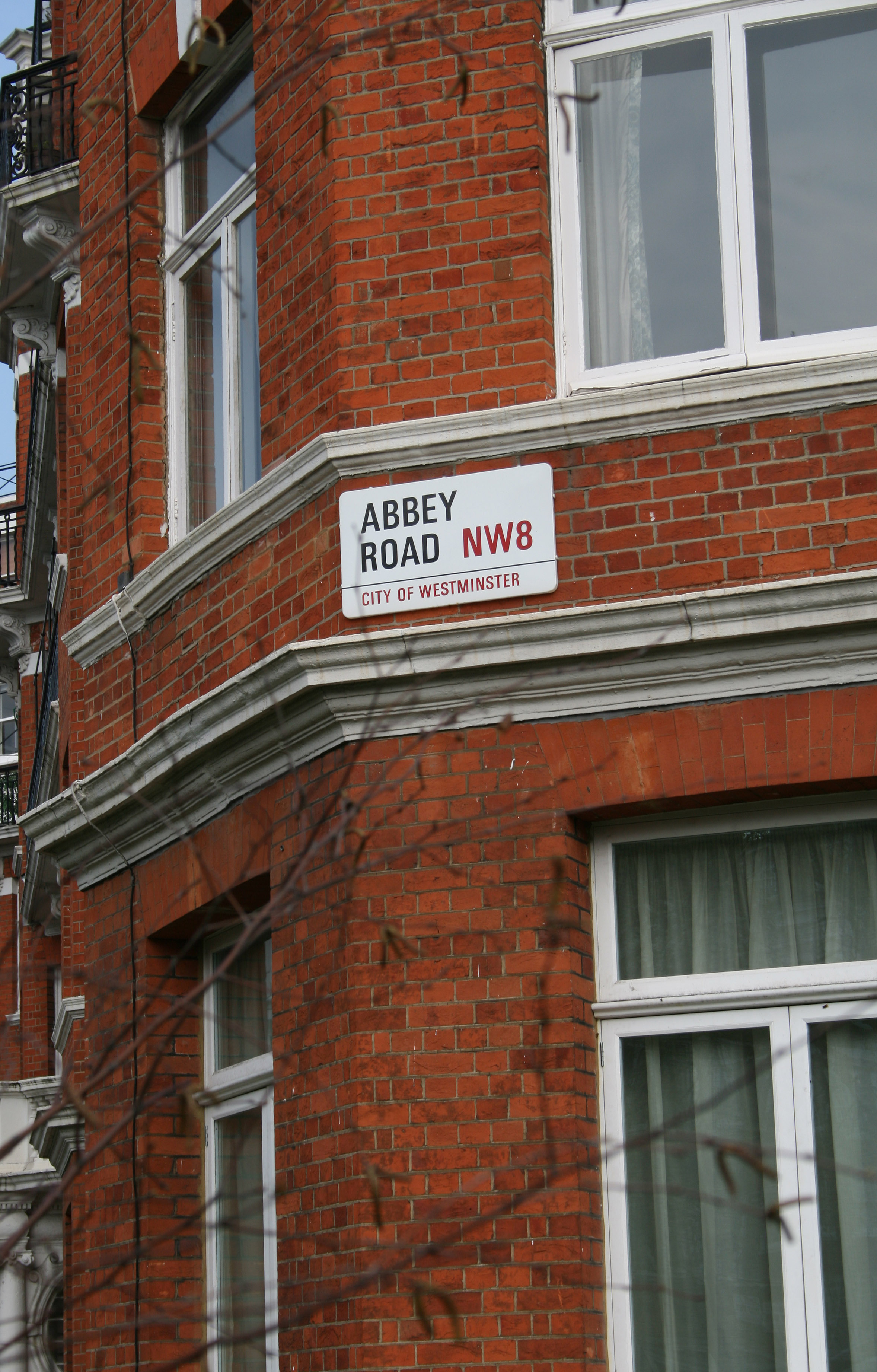
Abbey Road donne son nom au dernier album des Beatles.

### Déroulement
Tout n'est pas idyllique lors de ces enregistrements de juillet et août 1969. John Lennon rejoint ses camarades le 9 juillet, alors que les sessions ont débuté neuf jours plus tôt. S'il est plus ou moins remis de son accident, sa nouvelle épouse Yoko Ono ne l'est pas complètement. Il décide donc de faire installer un lit dans un coin du studio 2 d'Abbey Road où elle va s'allonger durant les deux semaines suivantes, Lennon demandant même qu'on installe un micro au-dessus de sa couche pour qu'il puisse l'entendre dans son casque lorsqu'il travaille. Les bras des autres Beatles, de George Martin et du personnel technique d'EMI en tombent, et l'ambiance devient surréaliste. Les choses ne se passent donc pas « comme avant », ainsi qu'il était prévu et annoncé au départ. Fatigués de s'être tant déchirés depuis l'enregistrement de l'album blanc et concentrés sur un objectif de perfection, tous décident cependant de mettre leurs ressentiments de côté et aucune dispute n'ira jamais loin durant la réalisation de ce disque.
Ils s'arrangent, en fait, pour ne se retrouver tous les quatre ensemble dans le studio que lorsque c'est nécessaire : pour enregistrer les pistes rythmiques de base ou pour assister aux mixages définitifs des titres. Le reste du temps, pour réaliser tous les overdubs, ils sont seuls ou à deux, parfois à trois, mais jamais au complet. Quelques moments restent remarquables, comme au meilleur temps des « jours anciens » : pour créer collectivement Come Together sous la houlette de John Lennon, pour mettre en boîte des titres enchaînés du medley, pour jouer live les solos de guitare de The End (McCartney, Harrison et Lennon) ou pour enregistrer de la même façon — regroupés dans le studio et en direct — l'harmonie de Because.

« Un jour où George Martin m'avait annoncé qu'il ne serait pas disponible, il m'a dit quelque chose comme cela : “Si un Beatle est présent, c'est bien. Deux Beatles, super. Trois Beatles, fantastique. Mais au moment où ils se retrouvent tous les quatre ensemble, c'est là que cette chose charismatique et inexplicable se produit, cette magie que personne n'a été capable d'expliquer. Tu auras des rapports amicaux avec eux, mais tu seras en même temps averti de cette présence inexplicable”. Évidemment, c'est exactement comme cela que ça se passait. Je n'ai jamais ressenti cela, en aucune autre circonstance. C'est l'alchimie très spéciale des quatre ensemble, que plus personne n'a connue depuis lors. »

— Jeff Jarrat, assistant ingénieur du son

« Je crois que ça s'entend sur le disque quand on était excités. Le morceau est chaud, il est bien en place. Peu importe ce qu'on vit question galères, quand on en vient à la musique, on peut entendre que c'est vraiment cool, qu'on s'est tous donnés à fond. »

— Ringo Starr
Cette entente musicale si fameuse n'empêche pas la situation d'exploser par moments, tout le monde marchant sur des œufs : durant un mixage, alors que les Beatles sont dans la salle de contrôle, George Harrison voit par la baie vitrée Yoko Ono se lever du lit, se diriger vers son ampli et se servir dans le paquet de biscuits qu'il a posé dessus. « La garce ! » (that bitch!), s'écrie-t-il. Réaction immédiate de John Lennon. Le ton monte... mais le soufflé retombe. Chacun prend sur soi.
Les arrangements orchestraux présents sur cinq titres (Something et Here Comes the Sun de George Harrison, Golden Slumbers, Carry That Weight et The End de Paul McCartney) sont enregistrés en une seule journée, le 15 août 1969, dans le studio 1 d'Abbey Road. Les deux auteurs se succèdent dans l'immense salle ce jour-là pour diriger les opérations avec George Martin, auteur ou coauteur de toutes ces partitions d'accompagnement écrites pour cordes et cuivres. John Lennon n'est pas concerné par cette session, dans la mesure où aucune de ses compositions sur Abbey Road n'est arrangée avec des instruments « classiques ».

### Innovations techniques

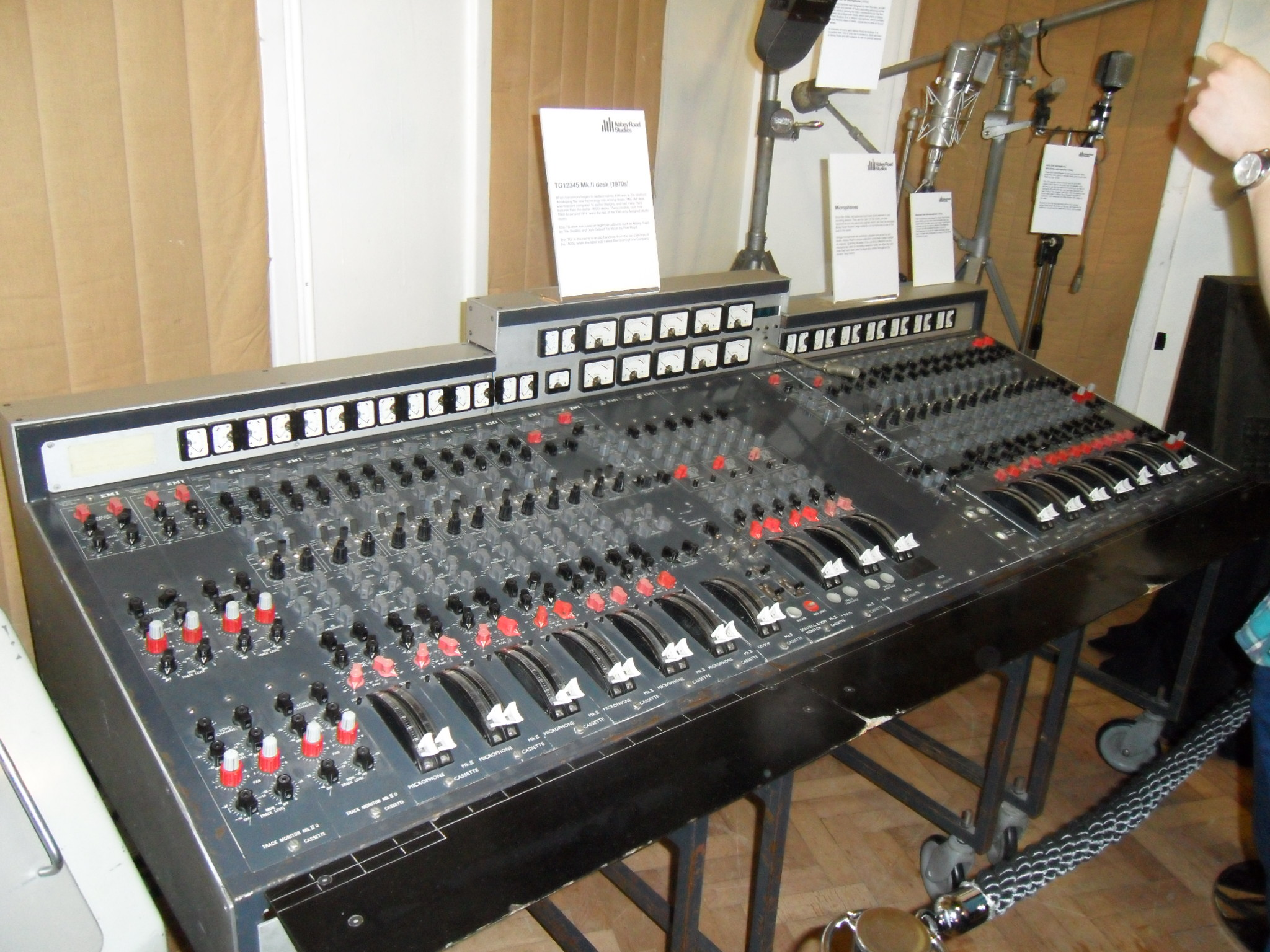
La console de son TG12345 Mk.II et des microphones d'époque exposés aux studios Abbey Road.

Les Beatles ont effectué leurs premiers enregistrements sur seulement deux pistes pour ensuite s'accommoder, jusqu'en 1968, dans les studios EMI, d'un magnétophone 4-pistes, ce qui obligea le personnel technique d'EMI à multiplier les prouesses techniques, comme sur le disque Sgt. Pepper's Lonely Hearts Club Band. Pour Abbey Road, les Beatles disposent pour la première fois d'un 8-pistes, ce qu'ils considèrent comme un véritable luxe. De plus, le 23 novembre 1968, la console de son du studio 2 a été remplacée par une console à transistors, la TG12345. La tonalité, plus douce et sans distorsion, a effectivement changé le son des enregistrements du groupe lors des séances de cet album.

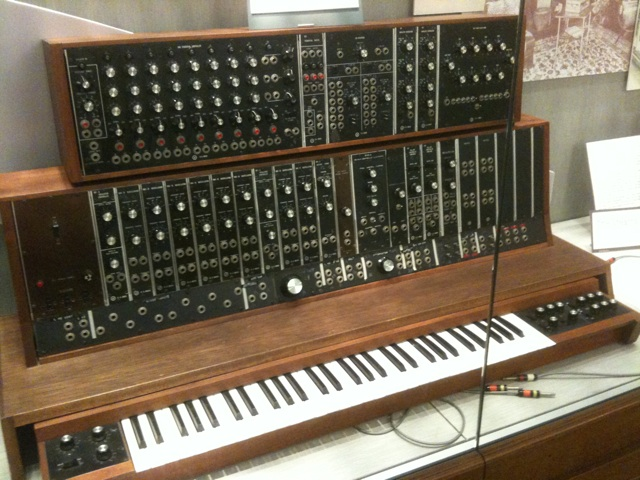
Un des premiers synthétiseurs Moog, tel que celui utilisé par George Harrison sur Abbey Road

Autre innovation technique, George Harrison utilise un tout nouvel instrument pour ces séances d'enregistrement, le synthétiseur Moog, qu'il a acquis directement auprès de son créateur, Robert Moog. C'est une des toutes premières fois, si ce n'est la première, que cet appareil, encore monophonique et aussi encombrant qu'une armoire, peut être entendu sur un disque de rock. Tout en apprenant à s'en servir, George Harrison l'utilise sur trois chansons d'Abbey Road, I Want You (She's So Heavy), Here Comes The Sun, et Because (McCartney l'utilisera pour Maxwell's Silver Hammer). Il fait beaucoup pour le son général de cet ultime album des Beatles, en se servant également souvent d'une guitare slide passée à travers une cabine Leslie.

## Épilogue
S'il est sorti avant Let It Be, Abbey Road est le dernier album réalisé par les Beatles. Le 20 août 1969, ils sont réunis pour la dernière fois tous les quatre en studio, pour compléter I Want You (She's So Heavy), un titre de John Lennon.
Après cet ultime travail en commun, que les acteurs décriront malgré tout comme « heureux », il apparaît que le plaisir de jouer ensemble ne les attire plus. Bien que la décision de se séparer n'est pas encore prise, les musiciens semblent dire adieu pour de bon aux Beatles, en montrant une dernière fois l'aspect miraculeux de leur association. « Tout le monde a incroyablement bien travaillé. C'est pourquoi j'aime particulièrement cet album », dira leur producteur George Martin.
Le 8 septembre, deux semaines avant la sortie de l'album et au moment où Ringo Starr est hospitalisé pour des examens pour des douleurs à l’intestin, John Lennon utilise un magnétophone pour lui enregistrer les discussions d’une réunion du groupe. Lors de celle-ci, Lennon propose que le prochain album des Beatles, à être publié vers la période des fêtes, soit composé de quatre de ses chansons, quatre de McCartney (toutes créditées individuellement), quatre de Harrison et deux de Starr (« s’il les veut »). Cette possibilité de retourner en studio meurt dans l’œuf quand, le 20 septembre, quelques jours avant la sortie d'Abbey Road, au retour d’un concert au Toronto Rock and Roll Revival Festival avec le Plastic Ono Band naissant, Lennon annonce aux autres Beatles qu’il quitte définitivement le groupe. La séparation ne sera rendue publique par McCartney qu'en avril 1970.

## Caractéristiques artistiques

### Structure de l'album
Les deux faces de l'album sont très différentes l'une de l'autre. La face A, qui s'ouvre sur Come Together et se referme sur I Want You (She's So Heavy) de John Lennon, comprend une collection de chansons séparées, sans thème commun. La face B du disque est pour une grande part constituée d'un pot-pourri (medley) de chansons achevées et inachevées (cinq composées par Paul McCartney et trois par John Lennon), assemblées par Paul et George Martin avec la collaboration active des autres membres du groupe. La plupart des titres présents sur ce disque avaient été composés et/ou enregistrés séparément, à l'époque de l'album blanc (1968) sous forme de démos et lors des sessions du projet Get Back (janvier 1969). Toutes seront retravaillées ou, dans le cas du medley, assemblées et jouées les unes derrière les autres, lors des deux mois de l'été 1969 consacrés à la réalisation de cet album,.

#### Huit chansons distinctes

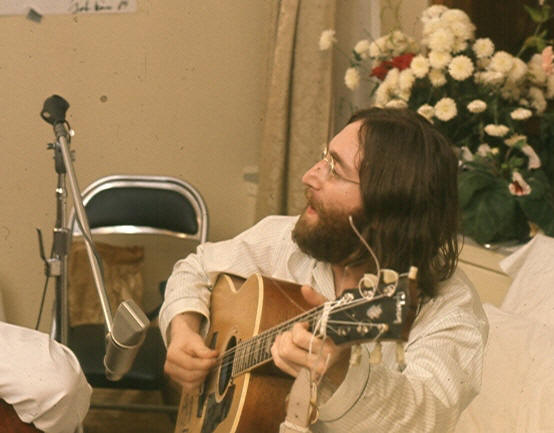
John Lennon lors du « bed-in » de Montréal.

Come TogetherCe titre qui ouvre l'album, un rock « funky » dont la couleur est largement donnée par la ligne de basse de Paul McCartney, très présente, a été écrit par John Lennon. Il ébauche cette chanson pour la campagne de Timothy Leary, « pape du LSD » et éphémère candidat au poste de gouverneur de l'État de Californie en 1969. « Come Together, join the party » est en effet son slogan. L'ébauche en question est réalisée sur sa guitare acoustique par John Lennon lors du « bed-in » de Montréal début juin 1969, où il enregistre aussi et publie Give Peace A Chance. Mais Come Together évolue considérablement tout en s'éloignant définitivement de son but initial. La chanson telle qu'elle atterrit sur l'album Abbey Road est en fait créée par tout le groupe en studio. Plusieurs paroles sont improvisées sur place dont les lignes « here comes old flat-top » qui vaudront un procès à John Lennon, pour les avoir empruntées à You Can't Catch Me, une chanson de Chuck Berry. Come Together sort aussi en single « double face A », couplée avec Something et les deux titres sont no 1 aux États-Unis et un peu partout dans le monde. Le producteur George Martin écrit dans le livret du disque Love en 2006 que c'est une des chansons des Beatles qu'il préfère.
SomethingSeconde piste de l'album, il s'agira de la seule face A d'un single des Beatles signée George Harrison. Elle est écrite dès octobre 1968, lors des sessions de l'album blanc. La première phrase de la chanson vient d'un titre de James Taylor, un artiste sous contrat avec Apple, Something in the Way She Moves. Les paroles définitives prennent forme durant les sessions du « projet Get Back » en janvier 1969. George Harrison ne la destine pas forcément aux Beatles, puisqu'il la propose dans un premier temps à Joe Cocker. Elle deviendra la chanson favorite de John Lennon sur le dernier album des Beatles, tandis que Paul McCartney la considère comme la meilleure de George Harrison. Frank Sinatra, qui l'a interprétée, a dit un jour que c'était sa « chanson préférée du tandem Lennon/McCartney »! George Harrison, devenu à la fin du groupe un auteur-compositeur affirmé, publie en fait ses deux chansons les plus abouties sur leur ultime album. Something, sur laquelle on entend Billy Preston, devient le seul no 1 des Beatles qui ne porte pas la signature Lennon/McCartney, tandis que Here Comes the Sun sera beaucoup diffusée sur les ondes, bien que n'étant pas sortie en single.
Maxwell's Silver HammerC'est une des chansons où Paul McCartney évoque à mots couverts les mille tracas qui accompagnent la fin du groupe phare des années 1960 : un marteau d'argent s'abat en effet mortellement sur la tête des gens dès que les choses semblent aller mieux. Elle est répétée lors des sessions du « projet Get Back » en janvier 1969. L'enregistrement de la chanson s'étale sur trois jours, durant lesquels Paul McCartney redemande incessamment à ses camarades de recommencer jusqu'à ce que le résultat soit parfait, ou lui convienne, ce qui provoque un certain mécontentement. Comme il l'avait déjà fait sept mois plus tôt, et comme on peut le voir dans le film Let It Be, c'est Mal Evans, l'assistant du groupe, qui frappe sur une grosse enclume amenée par ses soins dans le studio 2, à chaque bang bang de la chanson. D'après Geoff Emerick, John Lennon n'aimait pas du tout ce titre et a refusé de participer à son enregistrement. Il est vrai qu'il s'est amusé des efforts non concluants de Paul McCartney pour le sortir en single. C'est l'une des chansons sur laquelle on entend le Moog, ici joué par Paul.
Oh! DarlingPour Oh! Darling, son auteur Paul McCartney s'est beaucoup concentré sur sa voix, afin qu'elle soit puissante, revenant chaque jour aux studios, de préférence le matin, pour essayer d'en tirer la quintessence. John Lennon a déclaré qu'il aurait pu chanter ce titre, indiquant qu'il était beaucoup plus dans ses cordes que dans celles de son partenaire. Mais la tradition qui voulait que le compositeur d'une chanson en soit le chanteur soliste a été suivie.
Octopus's GardenOctopus's Garden est, avec Don't Pass Me By sur l'album blanc, un des deux titres composés par Ringo Starr avec les Beatles. Il n'est pas étonnant d'apprendre que l'inspiration pour cette chanson vint à Ringo lors de son escapade en Sardaigne, durant l'été 1968. Excédé, il avait décidé de partir en vacances et de laisser en plan les sessions de l'album blanc : « No one there to tell us what to do » (« personne pour nous dire ce que nous devons faire »), chante-t-il. Toutes les paroles sont bien du batteur des Beatles. Quant à la structure musicale, elle est en partie écrite par George Harrison, comme on peut le voir dans le film Let It Be. George est aussi au Moog pour les effets sonores.
I Want You (She's So Heavy)Cette chanson de John Lennon comportant seulement 14 mots est le résultat de deux enregistrements distincts. La partie d'orgue est enregistrée par Billy Preston (non crédité sur l'album) lors de séances en février 1969, quelques jours après la fin des sessions du « projet Get Back », où la chanson est, une première fois, mise en boîte. Elle est ensuite mixée avec une autre version, réalisée durant l'enregistrement de l'album Abbey Road proprement dit, le tout atteignant pratiquement les 8 minutes, ce qui en fait la seconde chanson la plus longue des Beatles après l'expérimental Revolution 9. La première partie de la chanson utilise une grille de blues/rock classique (la, ré, mi), puis un break de basse suivi d'un « She's so... », lance des arpèges de guitare durant lesquels les chœurs répètent « heavy, heavy, heavy ». Ces arpèges constituent toute la fin du morceau sur fond de bruitages produits par un synthétiseur Moog (l'effet de « vent »). Durant le mixage du titre, sur la fin du morceau, alors que les arpèges déroulent à l'infini avec une basse multipliant les glissandos, John Lennon dit à l'ingénieur du son Geoff Emerick : « tu coupes là ! ». À 7 minutes et 44 secondes, la chanson s'arrête donc brutalement pour boucler la face A de l'album. On retiendra aussi que la date du 20 août 1969, jour où les quatre Beatles mettent la dernière touche à cette chanson, est celle où ils sont réunis en studio pour la toute dernière fois.
Here Comes the SunCette chanson, qui ouvre la face B, est la deuxième composition de George Harrison sur cet album. Il la compose dans le jardin de la propriété de son ami Eric Clapton, au printemps 1969, après s'être extrait d'une réunion très tendue dans les locaux d'Apple. Le rayon de soleil qui apparaît le détend et la chanson « vient toute seule ». Elle connaîtra un succès mondial, de nombreuses diffusions radio, bien que n'étant qu'une chanson du dernier disque des Beatles. John n'est pas présent sur cette chanson, seuls George à la guitare acoustique, au chant et au Moog, accompagné de Paul à la basse et aux chœurs ainsi que Ringo bien sûr à la batterie, les orchestrations évidemment de George Martin.
BecausePour cette chanson, John Lennon trouve l'inspiration dans la Sonate au clair de lune de Ludwig van Beethoven, qu'il entend Yoko Ono interpréter au piano, avant de lui demander de la rejouer à l'envers. Because est caractérisée par l'harmonie à trois voix de Lennon, McCartney et Harrison réenregistrée trois fois, ce qui donne virtuellement neuf voix. De nombreuses répétitions seront nécessaires pour « caler » les trois parties de chacun. Selon les souvenirs de Geoff Emerick, les Beatles étaient assis côte à côte autour du micro durant l'enregistrement de leur harmonie, avec un Ringo Starr inactif, mais bien présent auprès de ses camarades. Par ailleurs, en deux occasions (Anthology 3 en 1996 et Love en 2006), il sera donné d'entendre Because a cappella, c'est-à-dire uniquement l'harmonie à neuf voix, sans instrumentation. Pour ce qui est de l'instrumentation, justement, on retrouve John à la guitare électrique, Paul à la basse, George Harrison au Moog et George Martin à l'épinette électrique (clavecin électrique).

#### Le medley

Les problèmes d'Apple Corps sont évoqués dans le pot-pourri d'Abbey Road.

Le medley d'Abbey Road est un enchaînement de plusieurs chansons courtes — achevées et inachevées — écrites par John Lennon et Paul McCartney. Long de 16 minutes, il apparaît à la fin de l'album et est souvent considéré comme son « sommet ».
Assemblées par Paul McCartney et George Martin avec la collaboration de l'ensemble du groupe à l'été 1969, la plupart de ces chansons avaient été écrites et enregistrées séparément sous forme de démos à l'époque de l'album blanc — dont certaines se retrouvent sur la compilation Anthology 3 et sur les disques bonus de la réédition du cinquantenaire de cet album double — et durant les sessions d'enregistrement du projet Get Back,.

« Je crois que c'est une idée à moi d'avoir réuni tous ces éléments dispersés. Mais je reste prudent en m'attribuant ce genre de projets. Ça me convient très bien que ce soit une idée collective. Au bout du compte, on a eu l'idée de tout mélanger et de donner à la seconde face une sorte de structure d'opéra. C'était une idée formidable qui nous a permis de tirer parti d'une dizaine de chansons inachevées. »

— Paul McCartney

« J'ai essayé avec Paul d'en revenir à la vieille manière de Pepper, de créer quelque chose qui ait vraiment de la valeur, et nous avons mis en forme la longue seconde face. John s'est élevé avec force contre ce que nous faisions sur la face B, une face que Paul et moi avons presque élaborée seuls avec juste un coup de main des autres. John a toujours été un Teddy Boy. C'était un rocker et il voulait un certain nombre de morceaux personnels. On a donc trouvé un compromis. Mais même sur cette seconde face, John a collaboré. Il arrivait et il apportait sa petite touche. Il avait son idée sur la façon de broder sur une mélodie. »

— George Martin
Cette version de la genèse du medley (appelé The Long One par les Beatles pendant sa construction) est contredite par une interview de John Lennon antérieure aux événements relatés ci-dessus, et redécouverte cinq décennies plus tard par Mark Lewisohn :

« Paul et moi travaillons actuellement sur une sorte d'assemblage de chansons, dont nous pourrions faire une pièce entière sur la face d'un album. Nous avons deux semaines pour finir tout ça, alors on travaille vraiment dur. Vous ne pouvez pas dire que Paul et moi travaillons séparément en ce moment. Quand on a besoin de 500 chansons pour vendredi, il faut être ensemble. »

— John Lennon, avril 1969, dans le New Musical Express

« Pendant l'enregistrement, les choses sont devenues un peu plus constructives, et même s'il y a eu des re-re (overdubs), on a dû jouer tout le medley. On a décidé de l'ordre des morceaux, enregistré la base et tout fait en une prise en passant d'un arrangement au suivant. À nouveau, on jouait un peu plus comme des musiciens... »

— George Harrison
Le medley occupe presque toute la face B du 33 tours originel, commençant juste après Here Comes the Sun et Because, avec une chanson de Paul McCartney, You Never Give Me Your Money, qui constitue le thème musical principal de cette longue pièce, puisqu'il est repris plus loin, dans Carry That Weight. Dans les deux cas, Paul évoque d'ailleurs les tracas et frustrations du moment, les déboires financiers avec leur société Apple Corps, le fait qu'en guise d'argent sonnant et trébuchant, les Beatles ne recevaient que des « drôles de papiers » (« funny papers ») qui s'avèrent être des relevés de compte et, enfin, qu'il y aura un poids à porter pour longtemps (carry that weight a long time »).
You Never Give Me Your Money est suivie de trois compositions inachevées de John Lennon : Sun King, qui, comme Because, propose un chœur obtenu par réenregistrement des trois voix de Paul McCartney, John Lennon et George Harrison, s'achève par une sorte de charabia italo-espagnol et finira par être proposée à l'envers sous le titre Gnik Nus sur l'album Love (2006), ainsi que Mean Mr. Mustard et Polythene Pam, toutes deux composées durant le voyage des Beatles en Inde chez le Maharishi Mahesh Yogi début 1968.

Plaque reprenant la conclusion de The End.

Quatre compositions de McCartney se succèdent alors. On entend Lennon lancer Oh look out! au début de la première, une chanson complète intitulée She Came In Through the Bathroom Window, inspirée d'un fait réel — une fan s'était introduite chez Paul par la fenêtre de sa salle de bains. Golden Slumbers arrive ensuite, avec les paroles d'une chanson du XVIIe siècle de Thomas Dekker que Paul McCartney découvrit sur une partition, devant un piano. Ne sachant pas lire la musique, il composa sa propre mélodie. Suit Carry That Weight, qui inclut un couplet supplémentaire de You Never Give Me Your Money, et des harmonies des quatre Beatles. The End, enfin, termine le medley. Si on met de côté le cas particulier constitué par Her Majesty, la dernière chanson du dernier disque des Beatles s'appelle donc « la fin ».
The End présente la particularité de comporter le seul solo de batterie jamais joué avec les Beatles par Ringo Starr. N'étant pas amateur de ce genre de démonstration, Ringo dut être convaincu par ses camarades. Il est suivi d'un enchaînement de solos de guitare joués tour à tour trois fois, dans l'ordre par McCartney, Harrison et Lennon, sur deux mesures chacun. Chacun dans son style, ce qui pour Paul reflétait leurs personnalités respectives. Ces solos sont enregistrés en direct, les trois Beatles côte à côte dans le studio avec leurs guitares, très affutés et pleins d'énergie, un des meilleurs moments de ces ultimes sessions de l'été 1969, selon Geoff Emerick. The End s'achève par la fameuse phrase écrite par Paul McCartney et chantée en chœur « and in the end, the love you take is equal to the love you make » (« et à la fin, l'amour que tu prends est égal à l'amour que tu fais »), un vers « cosmique », selon John Lennon.

##### Her Majesty«récupérée»
La vraie dernière chanson du dernier disque des Beatles est un morceau caché par un blanc de 15 secondes sur le sillon du 33 tours. Her Majesty est minuscule — 23 secondes — et parle d'une manière peu commune de la reine d'Angleterre. Elle se situait à l'origine au cœur du medley, entre Mean Mr. Mustard et Polythene Pam, et Paul McCartney avait demandé à John Kurlander, l'ingénieur du son en service, de la retirer. Mais ce dernier, à des fins de sauvegarde — la consigne était qu'aucun des enregistrements des Beatles ne devait être jeté à la poubelle —, la placera en fin de bande, après un blanc, derrière The End, coupée net, avec la fin de Mean Mr. Mustard, mais sans sa dernière note, restée avec le début de Polythene Pam. En l'entendant ainsi positionnée, Paul donnera son accord. N'étant pas créditée au dos de la pochette originale du 33 tours, Her Majesty sera généralement considérée comme la première « chanson cachée » de l'histoire du rock.

##### Reprises du medley
Le medley d'Abbey Road a été repris partiellement par Peter Frampton et les Bee Gees dans le film Sgt. Pepper's Lonely Hearts Club Band, et par Neil Diamond.
En 1997, lors d'un concert de charité au Royal Albert Hall en faveur des victimes de l'éruption du volcan de Montserrat, Paul McCartney interprète trois chansons du pot-pourri : Golden Slumbers, Carry That Weight et The End. Il est accompagné de Mark Knopfler et Eric Clapton aux guitares, Phil Collins à la batterie, un orchestre symphonique dirigé par George Martin, et un grand chœur gospel.
En juin 2007, Bono, Bob Geldof, Youssou N'Dour et Campino interprètent You Never Give Me Your Money et Carry That Weight, puis Get Up Stand Up de Bob Marley lors d'un concert en marge du sommet du G8 en Allemagne. Bob Geldof interpelle tour à tour George W. Bush, Tony Blair, Nicolas Sarkozy, Romano Prodi, Angela Merkel, etc., tandis que des danseurs portent des masques à l'effigie des chefs d'État cités.
Le 28 décembre 2010, à l'occasion de la remise des 33e Annual Kennedy Center Honors en hommage à Merle Haggard, Jerry Herman, Bill T. Jones, Oprah Winfrey et Paul McCartney, le chanteur d'Aerosmith, Steven Tyler, a repris les quatre morceaux consécutifs du pot-pourri composés par McCartney : She Came In Through The Bathroom Window, Golden Slumbers, Carry That Weight et The End. Paul McCartney était présent au côté du président des États-Unis Barack Obama et de sa femme Michelle.

### Pochette

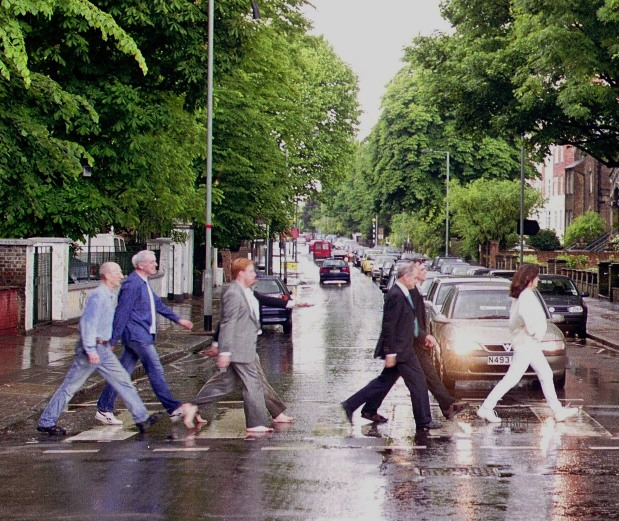
Des membres de la Cassini Imaging Team reproduisant la scène de la pochette de l'album.

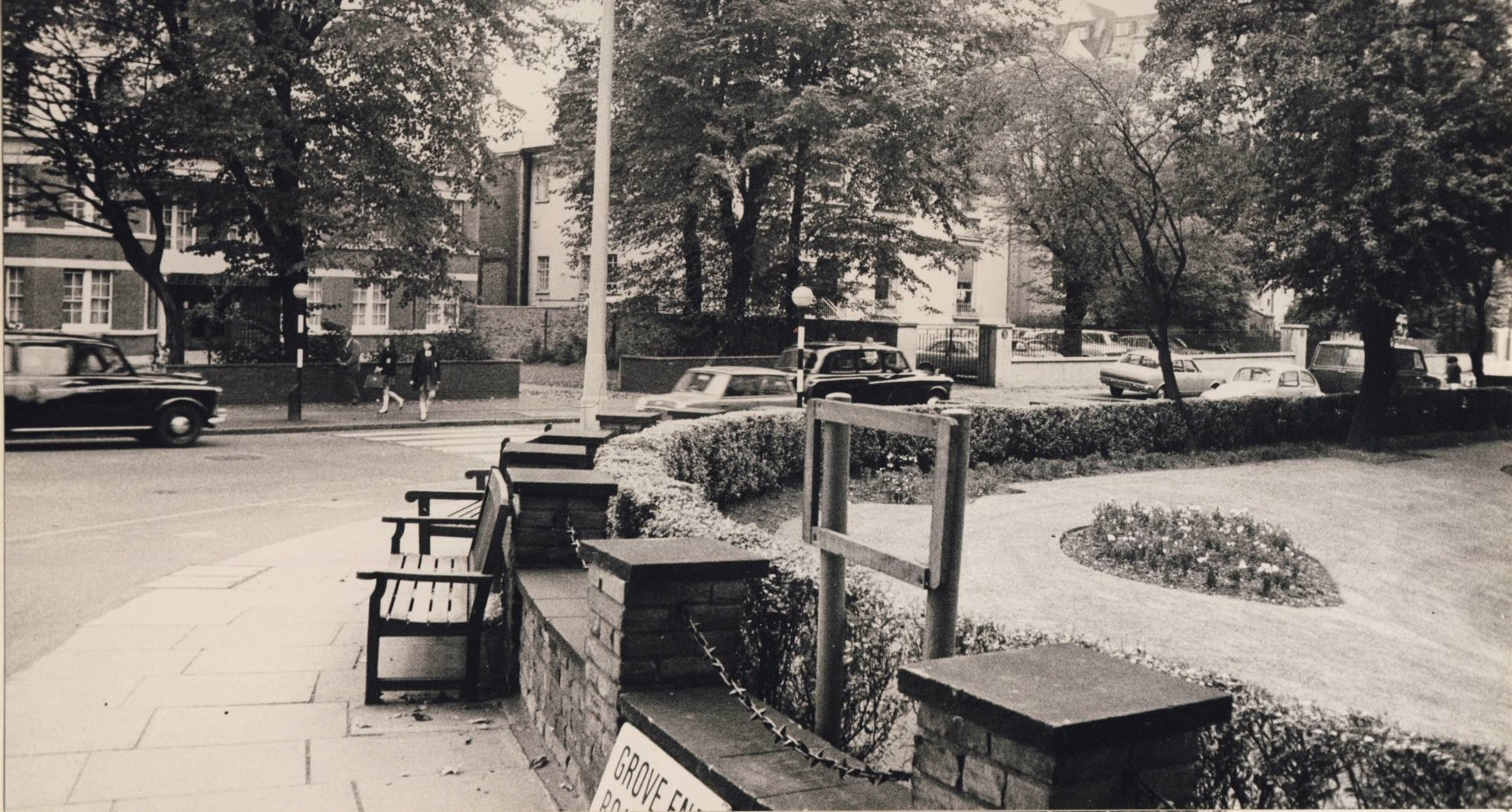
Le croisement de Grove End Road et d'Abbey Road, avec le passage piéton et les studios EMI en fond et même la Coccinelle blanche que l'on voit sur la pochette de l'album, photo prise en septembre 1969

La pochette d'Abbey Road est, avec celle de Sgt. Pepper's Lonely Hearts Club Band, une des plus célèbres et des plus parodiées de l'histoire du rock. Abbey Road et son passage pour piétons sont ainsi un endroit très prisé par les touristes et les fans du groupe.
Elle consiste en une photographie du groupe traversant la rue Abbey Road sur un passage piéton juste en face des fameux studios où les Beatles ont enregistré en sept ans la quasi-totalité de leurs titres. John Lennon est en tête dans une tenue blanche éclatante, suivi de Ringo Starr, de Paul McCartney pieds nus et une cigarette à la main, et de George Harrison pour fermer la marche. Trois des Beatles sont habillés par Tommy Nutter, sauf George Harrison qui est resté en jeans.
L'idée de la photo, comme du nom de l'album, vient, selon les sources, de Paul McCartney, ou de Ringo Starr lâchant au terme d'une discussion interminable : « On n'a qu'à l'appeler Abbey Road ! ». Il n'y a rien d'autre que cette photo sur la couverture, le titre de l'album et les autres détails étant inscrits au dos. Le passage piéton est situé au croisement entre Abbey Road et Grove End Road. L'album doit dans un premier temps s'appeler Everest, en référence à la marque de cigarettes fumées par Geoff Emerick. L'idée inclut une photo du groupe au pied de l'Himalaya pour la pochette, mais elle ne plaît pas à tout le monde, jugeant la destination trop éloignée pour une simple photo. Il est donc décidé d'aller la prendre en face des studios.
Suivant une esquisse de McCartney, la photo de la pochette est prise par le photographe Iain MacMillan le vendredi 8 août 1969 vers dix heures le matin en l'espace de 10 minutes. Celui-ci explique le déroulement des opérations : « Je me souviens qu'on a demandé à un policier de bloquer la circulation pendant que j'étais sur l'escabeau, à prendre les photos. J'ai pris une série de clichés des Beatles en train de traverser dans un sens. On a laissé quelques voitures passer, et puis je les ai photographiés pendant qu'ils traversaient dans l'autre sens. La photo qui a été finalement choisie était la cinquième, sur six prises. C'était la seule où leurs jambes formaient un V parfait, ce que je voulais pour l'esthétique ». Comme un signe, les Beatles choisissent la prise où ils tournent le dos aux studios et non pas celle où ils s'y rendent. Le design de la pochette est finalisé par le graphiste John Kosh.
Bien qu'elle soit contestée, une anecdote concernant la prise des clichés reste célèbre. Du côté droit de la route, dans l'ombre des arbres bordant celle-ci, se trouverait Paul Cole, un touriste américain, pris dans la photo sans le savoir. En vacances à Londres avec sa femme, il refusa d'entrer dans un musée de plus : « Je lui ai dit, j'ai vu assez de musées. Tu y vas, tu prends bien ton temps, et moi, je reste ici pour voir ce qui se passe dehors. » Cole engagea alors la conversation avec un policier assis dans son van (visible aussi sur la pochette de l'album), parlant de Londres et du trafic routier. Il finit par voir des gens traverser la rue « comme une ligne de canards », qu'il prit pour « une bande de fous » à cause des pieds nus de Paul McCartney. Ce n'est qu'un an plus tard qu'il vit, estomaqué, la pochette de l'album, alors que sa femme essayait de jouer la chanson Something à l'orgue. La Volkswagen Beetle 1968, modèle 1500 de couleur blanc lotus, qui se trouve à gauche sur la photo, qui était la voiture d'un résident demeurant près du studio, est aujourd'hui exposée au Stiftung AutoMuseum (en) à Wolfsbourg en Allemagne. 
Le panneau affichant le nom d'Abbey Road au coin de la rue Grove End Road a été retiré en 2007. Les autorités municipales l'ont perché plus haut sur le mur extérieur d'une résidence, se protégeant des dépenses engendrées par le nettoyage ou le remplacement du panneau régulièrement déboulonné par les fans sur quatre décennies. La ville a également coulé dans le béton les bases des poteaux qui maintenaient les panneaux d'Abbey Road, car ils se faisaient régulièrement voler[réf. nécessaire]. Les studios et la rue sont classés monuments Grade-II par le National Trust. Il est possible de voir le fameux zebra crossing en direct grâce à une webcam.
Le 8 août 2009, des centaines de fans se sont réunis sur le passage piéton pour fêter les 40 ans de la photo qui orne la pochette du disque. Fin mars 2020, lors du confinement dû à la pandémie de la Covid-19, les employés municipaux en ont profité pour repeindre le marquage de l'intersection, abandonnée des touristes. Le studio lui-même a été fermé pour la première fois depuis son ouverture, il y a 89 ans.
Le mur de briques avec l'indication Abbey Road N.W. 8 vu sur l'endos de la pochette était situé au coin de Alexandra Road, aujourd'hui disparue, à mi-chemin entre les rues Boundary and Belsize. Un projet domiciliaire construit au début des années 1970 a fait en sorte que cette partie de la rue Alexandra, les bâtiments décrépis de cet endroit et ce muret ont été détruits. Le mot « Beatles » y a été rajouté en réutilisant les mêmes lettres du nom de la rue et les lettres manquantes photographiées sur d'autres enseignes semblables.

#### Rumeur sur la mort de Paul McCartney
C'est à la suite de la sortie d'Abbey Road sur le marché en 1969 que Paul McCartney fut l'objet d'une incroyable rumeur prétendant qu'il s'était tué dans un accident de voiture en novembre 1966,et qu'il avait été remplacé par un sosie. Pour les partisans de cette thèse, le point de départ est donc cette pochette, et les albums antérieurs se verront à leur tour décortiqués.
Plusieurs « indices » ont été apportés par la couverture. Paul traverse le passage piéton pieds nus, comme les morts que l'on enterre en Inde ; la Volkswagen blanche que l'on voit est immatriculée LMW 28 IF soit Living-McCartney-Would be 28 IF (« McCartney vivant aurait eu 28 ans SI », ce qui ne peut pas vraiment concorder car McCartney avait 27 ans lorsqu'Abbey Road est sorti) ; le LMW de la plaque voudrait aussi dire Linda McCartney Weeps, soit « Linda McCartney pleure ». Tout ceci serait corroboré par le fait que Paul est le seul membre du groupe à avoir la jambe droite en avant, les autres avançant la gauche : en effet, certains en concluent qu'il roulait du côté droit de la route lorsqu'il a eu son prétendu accident. Il tient aussi sa cigarette de la main droite alors qu'il est gaucher, d'où la suspicion de la présence d'un sosie et non du vrai McCartney sur la couverture,.
Comme en clin d'œil à cette rumeur, un album solo de Paul McCartney est intitulé Paul is Live : littéralement, le titre signifie « Paul en direct » (l'album en question étant une compilation de concerts), mais live signifie également « vivant », pour marquer le contraste avec Paul is dead. La pochette de l'album est d'ailleurs une photo de Paul sur le même passage pour piétons, où il est cette fois uniquement accompagné de son chien. La voiture est toujours présente, mais cette fois-ci, sa plaque est « 51 IS », indiquant que Paul est vivant et qu'il a 51 ans, âge qu'il avait effectivement au moment de la sortie de l'album, en 1993.

### Pastiche de la photo
Cette photo de la pochette a été souvent reproduite par d'autres artistes.
Booker T. and the M.G.'s ont publié en 1970 l'album McLemore Avenue, qui reprend le contenu d'Abbey Road, sous une pochette qui évoque celle des Beatles.
Les Red Hot Chili Peppers ont utilisé la même pose au même endroit pour leur disque The Abbey Road E.P.. Par contre, ils traversent nus, cachant leur sexe avec une chaussette.
Une scène du film Trainspotting, réalisé par Danny Boyle en 1996, fait référence à la pochette : on y voit les quatre héros du film traverser une rue de Londres, dans une prise de vue similaire à celle de la photographie de la pochette.

## Réception

### Succès critique et commercial

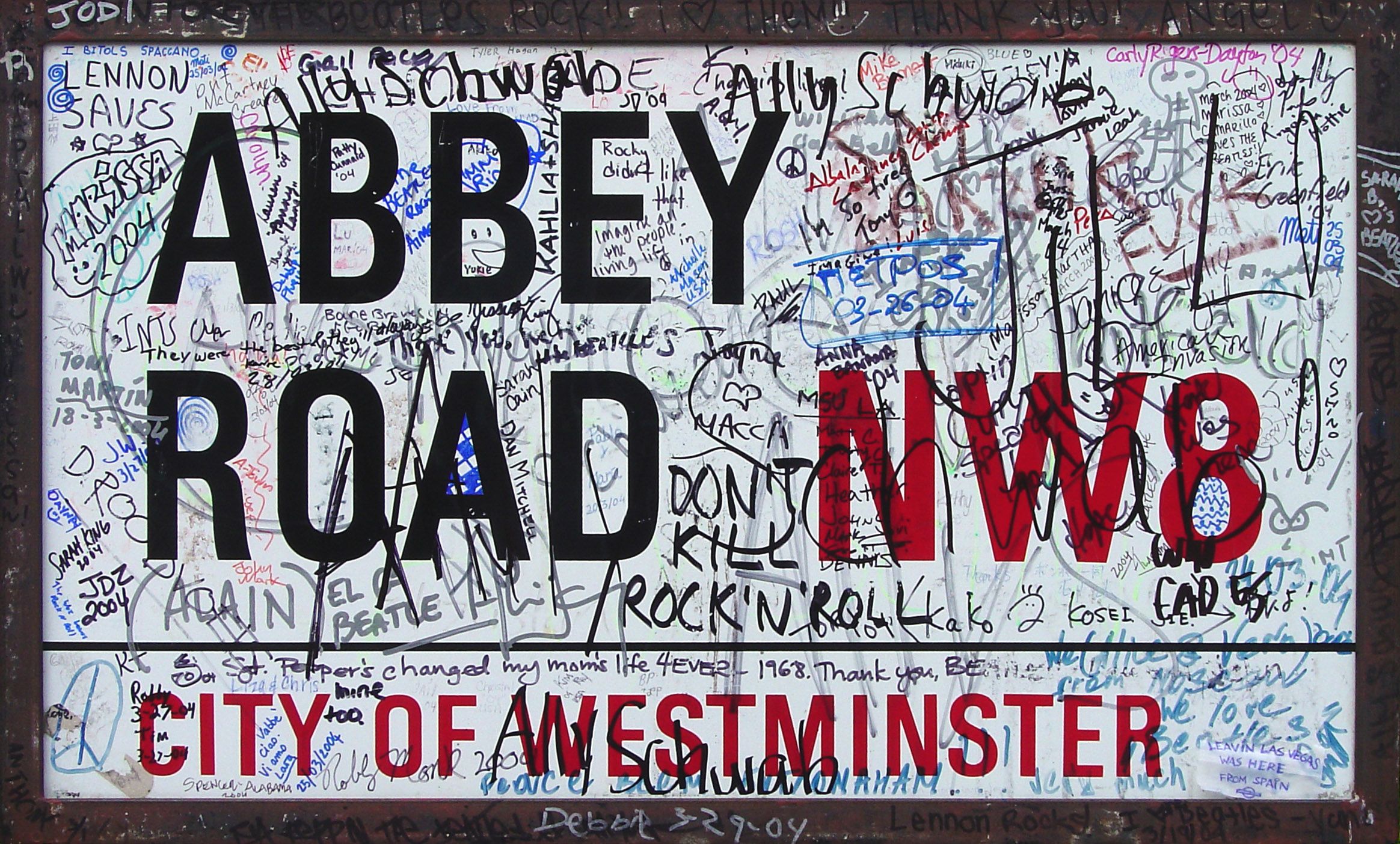
Le panneau de la rue intégralement tagué, 2004.

Avec ses 30 millions d'exemplaires vendus, Abbey Road est le deuxième plus gros succès des Beatles, juste après Sgt. Pepper. Au Royaume-Uni, l'album entre immédiatement à la première place des charts. Abbey Road passe ainsi 11 semaines en tête du hit-parade, en rude compétition avec Let It Bleed des Rolling Stones et le deuxième album de Led Zeppelin. La semaine suivante, qui se trouve être celle de Noël, l'album des Beatles reprend la tête pour 6 semaines supplémentaires, portant ainsi le nombre de semaines passées en tête à 17. Abbey Road a été l'album le plus vendu au Royaume-Uni en 1969, et la 4e meilleure vente des années 1960. En 1970, l'album se hisse encore à la 7e place des meilleures ventes.
Aux États-Unis, la réception de l'album est similaire, quoique plus lente. Abbey Road atteint en effet la première place trois semaines après sa sortie, pour y rester 11 semaines. L'album est resté en tout 129 semaines dans le Billboard 200. Abbey Road a été la quatrième meilleure vente d'albums de 1970 en Amérique et sa réédition de 1987 lui permet de revenir à la 69e place du Billboard. Il est maintenant certifié « 12 fois platine » (12 millions d'exemplaires vendus) par la RIAA.
À la suite du succès important du disque, les studios EMI de Londres ont été renommés « studios Abbey Road ».
Longtemps après sa sortie, Abbey Road continue d'être populaire. Ainsi, l'album a été primé par de nombreux magazines et représentants des médias, notamment par Q Magazine, VH1, Time Magazine, etc. Il figure également à la 14e place dans la liste des 500 plus grands albums de tous les temps du magazine Rolling Stone, il fait partie des 1001 albums qu'il faut avoir écoutés dans sa vie et il est cité dans un considérable nombre d'autres listes. Le succès du disque se confirme aussi sur le plan commercial, puisque c'est cet album qui devance toutes les œuvres du groupe au sommet des charts, aux États-Unis, en Angleterre ou en France, à l'occasion de la réédition de tout leur catalogue remasterisé en septembre 2009,.
Cet album, dans sa totalité ou presque, a fait l'objet de plusieurs reprises, et cela, dès sa sortie. On peut citer notamment The Other Side of Abbey Road de George Benson enregistré en 1969, et McLemore Avenue de Booker T. & the M.G.'s, dont la pochette imite également celle des Beatles. Dans ces deux disques, l'ordre des chansons est différent de celui de l'original.

## Liste des chansons
Toutes les chansons sont écrites et composées par John Lennon et Paul McCartney, sauf mention contraire.
| 1. | Come Together               |                 | John Lennon     | 4:20 |
| 2. | Something                   | George Harrison | George Harrison | 3:02 |
| 3. | Maxwell's Silver Hammer     |                 | Paul McCartney  | 3:27 |
| 4. | Oh! Darling                 |                 | Paul McCartney  | 3:26 |
| 5. | Octopus's Garden            | Ringo Starr     | Ringo Starr     | 2:51 |
| 6. | I Want You (She's So Heavy) |                 | John Lennon     | 7:47 |

| 7.  | Here Comes the Sun                      | George Harrison | George Harrison                                           | 3:05  |
| 8.  | Because                                 |                 | John Lennon, Paul McCartney, George Harrison              | 2:45  |
| 9.  | You Never Give Me Your Money            |                 | Paul McCartney                                            | 4:02  |
| 10. | Sun King                                |                 | John Lennon, Paul McCartney, George Harrison              | 2:25  |
| 11. | Mean Mr. Mustard                        |                 | John Lennon                                               | 1:06  |
| 12. | Polythene Pam                           |                 | John Lennon                                               | 1:12  |
| 13. | She Came In Through the Bathroom Window |                 | Paul McCartney                                            | 1:58  |
| 14. | Golden Slumbers                         |                 | Paul McCartney                                            | 1:31  |
| 15. | Carry That Weight                       |                 | John Lennon, Paul McCartney, George Harrison, Ringo Starr | 1:36  |
| 16. | The End                                 |                 | Paul McCartney                                            | 2:051 |
| 17. | Her Majesty (chanson cachée)            |                 | Paul McCartney                                            | 0:23  |

1 La chanson The End en tant que telle dure 2:05, mais un silence de quinze secondes entre elle et la chanson cachée Her Majesty porte sa durée à 2:20.

### Vidéoclips (DVD)
1. Something (Official Video) - 3:08
2. Come Together (Official Video) - 4:19
3. Here Comes the Sun (Official Video) - 3:12

## Personnel
The Beatles
- John Lennon : chant, chœurs ; guitares rythmique, solo et acoustique ; pianos acoustique et électrique, synthétiseur Moog ; percussions
- Paul McCartney : chant, chœurs ; basse, guitares rythmique, solo et acoustique ; pianos acoustique et électrique, synthétiseur Moog ; effets sonores ; carillons éoliens, claquements de mains et percussions
- George Harrison : chant, chœurs ; guitares solo, rythmique et acoustique ; basse sur Maxwell's Silver Hammer et Golden Slumbers / Carry That Weight ; synthétiseur Moog ; harmonium ; claquements de mains et percussions ; chant (sur Something et Here Comes the Sun)
- Ringo Starr : batterie et percussions ; enclume sur Maxwell's Silver Hammer, chœurs ; chant (sur Octopus's Garden)

## Personnel additionnel
- George Martin : clavecin, orgue, piano, harmonium
- Billy Preston : orgue Hammond (sur Something et I Want You (She's So Heavy))

## Rééditions
En 1987, lors de la réédition du catalogue complet du groupe en format CD, ce disque a été remastérisé par George Martin et son équipe et mis sur le marché le 19 octobre, le même jour que l'album Let It Be, pour atteindre la 30e position du palmarès britannique. Ce disque, comme tous les autres de cette collection, était présenté dans un emballage de style « jewel case » avec la reproduction de la pochette originelle sans supplément.
En 2009, une nouvelle édition de la discographie complète a été effectuée, mais cette fois, l'emballage a été grandement amélioré. La remastérisation du 9 septembre remplace les boîtiers en plastique par des pochettes cartonnées ouvrables en trois parties. Comme pour tous les autres disques, le livret accompagnateur de l'album possède un texte sur l'historique de l'album (par Kevin Howlett et Mike Heatley) et un autre sur les détails de son enregistrement (par le producteur Allan Rouse aidé de Howlett). De nouvelles photos sont incluses dans celui-ci et sur la pochette, prises lors des deux dernières séances photo du groupe. Le 9 avril 1969, la pénultième séance des Beatles a lieu à East Twickenham par trois photographes, dont Bruce McBroom. Le premier site est possiblement le studio Twickenham,, le second, le club Madingley sur Willoughby Road, devant la Rolls-Royce Phantom V blanche de Lennon. Le groupe se dirige au troisième site, à quelques pas de là, au 4 rue Ducks Walk, et pose au bord de la Tamise et sur des bateaux pour ensuite embarquer dans une chaloupe, le Fritz Otto Maria Anna. La seconde séance, qui sera leur toute dernière, est effectuée par le photographe Ethan Russell le 22 août à Tittenhurst Park, le domaine de John Lennon. Certaines de ces photos illustraient la pochette de l'album compilation Hey Jude paru en 1970.

### 50eanniversaire
Albums de The Beatles
The Beatles (White Album) Anniversary Editions
(2018) Let It Be Special Edition
(2021)
L'album ressort le 27 septembre 2019, remixé par Giles Martin, le fils de George Martin, et l'ingénieur du son Sam Okell aux studios Abbey Road, les mêmes qui ont remastérisé et modernisé le son des deux précédentes rééditions. Ils s'inspirent du mixage stéréo d'origine. À l'instar des rééditions de Sgt. Pepper's Lonely Heart Club Band en 2017 et The Beatles en 2018, certaines éditions sont accompagnées d'enregistrements studios inédits. La réédition a atteint la première place du palmarès britannique et la troisième position de Billboard 200.

#### Album originel remixé
Pour cette remastérisation, Martin utilise comme guide bien évidemment la version stéréo, la seule étant disponible, et elle est mise en vente sous forme de vinyle 180 grammes noir, en picture-disc et en CD, cette dernière avec un livret accompagnateur.

#### VersionDeluxe
Cette édition inclut l'album originel remixé en CD, en plus d'un livret de 40 pages. En supplément, on y trouve un deuxième disque avec des enregistrements primitifs, mixés en stéréo, qui sont placés dans le même ordre que sur l'album originel.

#### VersionSuper Deluxe
Cette version en trois CD et un disque Blu-ray comprend toujours l'album originel remixé. Les versions primitives ou inachevées des chansons du disque ou d'autres enregistrées à la même époque sont compilées sur les deux autres CD, cette fois en ordre chronologique du début de leurs enregistrements. Les maquettes des chansons du single The Ballad of John and Yoko / Old Brown Shoe sont incluses ainsi que les démos de Goodbye et Come And Get It effectuées par Paul McCartney. Finalement, le disque Blu-ray possède des mixages audio Dolby Atmos, son « DTS HD Master Audio 5.1 » et une version audio haute résolution (en). Une version sur trois vinyles noirs qui comprend tous les suppléments est aussi disponible, mais sans inclure le disque Blu-ray

#### Clip
On utilise la chanson Here Comes the Sun en guise de vidéoclip promotionnel pour cette réédition. Sorti le 26 septembre 2019, le clip est réalisé par Alasdair Brotherston et Jock Mooney, connu sous le nom Alasdair + Jock, de la boîte londonienne Trunk Animation, et utilise des images tournées récemment dans le studio 2 des studios Abbey Road, des séquences d'animation, des films du groupe et plusieurs photos, quelquefois montées pour simuler du mouvement.

#### Hommages
Le 27 septembre 2019, le tribute band néerlandais The Analogues s’est produit dans la mythique salle de l'Olympia à Paris, 50 ans et un jour après la sortie du disque pour une interprétation intégrale de l’album.